# Oslimg Mora
Oslimg Roberto Mora Pasache, noto semplicemente come Oslimg Mora (Pisco, 2 giugno 1999), è un calciatore peruviano, centrocampista dello Sport Boys.

## Caratteristiche tecniche
È un esterno destro.

## Carriera

### Club
Ha giocato nella prima divisione peruviana.

### Nazionale
Con la nazionale Under-20 peruviana ha preso parte al campionato sudamericano 2019.
Nel 2021 ha esordito in nazionale maggiore.

## Statistiche
Statistiche aggiornate al 26 gennaio 2019.

### Cronologia presenze e reti in nazionale
| Cronologia completa delle presenze e delle reti in nazionale ― Perù | Cronologia completa delle presenze e delle reti in nazionale ― Perù | Cronologia completa delle presenze e delle reti in nazionale ― Perù | Cronologia completa delle presenze e delle reti in nazionale ― Perù | Cronologia completa delle presenze e delle reti in nazionale ― Perù | Cronologia completa delle presenze e delle reti in nazionale ― Perù | Cronologia completa delle presenze e delle reti in nazionale ― Perù | Cronologia completa delle presenze e delle reti in nazionale ― Perù |
| Data                                                                | Città                                                               | In casa                                                             | Risultato                                                           | Ospiti                                                              | Competizione                                                        | Reti                                                                | Note                                                                |
| ------------------------------------------------------------------- | ------------------------------------------------------------------- | ------------------------------------------------------------------- | ------------------------------------------------------------------- | ------------------------------------------------------------------- | ------------------------------------------------------------------- | ------------------------------------------------------------------- | ------------------------------------------------------------------- |
| 10-10-2021                                                          | La Paz                                                              | Bolivia                                                             | 1 – 0                                                               | Perù                                                                | Qual. Mondiali 2022                                                 | -                                                                   | 67’                                                                 |
| 16-1-2022                                                           | Lima                                                                | Perù                                                                | 1 – 1                                                               | Panama                                                              | Amichevole                                                          | -                                                                   | 69’                                                                 |
| 21-1-2022                                                           | Lima                                                                | Perù                                                                | 3 – 0                                                               | Giamaica                                                            | Amichevole                                                          | -                                                                   | 84’                                                                 |
| Totale                                                              |                                                                     | Presenze                                                            | 3                                                                   |                                                                     | Reti                                                                | 0                                                                   |                                                                     |

| Cronologia completa delle presenze e delle reti in nazionale ― Perù under 20 | Cronologia completa delle presenze e delle reti in nazionale ― Perù under 20 | Cronologia completa delle presenze e delle reti in nazionale ― Perù under 20 | Cronologia completa delle presenze e delle reti in nazionale ― Perù under 20 | Cronologia completa delle presenze e delle reti in nazionale ― Perù under 20 | Cronologia completa delle presenze e delle reti in nazionale ― Perù under 20 | Cronologia completa delle presenze e delle reti in nazionale ― Perù under 20 | Cronologia completa delle presenze e delle reti in nazionale ― Perù under 20 |
| Data                                                                         | Città                                                                        | In casa                                                                      | Risultato                                                                    | Ospiti                                                                       | Competizione                                                                 | Reti                                                                         | Note                                                                         |
| ---------------------------------------------------------------------------- | ---------------------------------------------------------------------------- | ---------------------------------------------------------------------------- | ---------------------------------------------------------------------------- | ---------------------------------------------------------------------------- | ---------------------------------------------------------------------------- | ---------------------------------------------------------------------------- | ---------------------------------------------------------------------------- |
| 14-11-2018                                                                   | Cabudare                                                                     | Perù under 20                                                                | 2 – 1                                                                        | Ecuador under 20                                                             | Amichevole                                                                   | -                                                                            |                                                                              |
| 18-1-2019                                                                    | Talca                                                                        | Uruguay under 20                                                             | 0 – 1                                                                        | Perù under 20                                                                | Sudamericano Sub-20 2019 - 1º turno                                          | -                                                                            | 46’                                                                          |
| 22-1-2019                                                                    | Talca                                                                        | Paraguay under 20                                                            | 1 – 0                                                                        | Perù under 20                                                                | Sudamericano Sub-20 2019 - 1º turno                                          | -                                                                            | 58’                                                                          |
| 24-1-2019                                                                    | Curicó                                                                       | Perù under 20                                                                | 1 – 3                                                                        | Ecuador under 20                                                             | Sudamericano Sub-20 2019 - 1º turno                                          | 1                                                                            | 24’                                                                          |
| 26-1-2019                                                                    | Talca                                                                        | Argentina under 20                                                           | 1 – 0                                                                        | Perù under 20                                                                | Sudamericano Sub-20 2019 - 1º turno                                          | -                                                                            | 73’                                                                          |
| Totale                                                                       |                                                                              | Presenze                                                                     | 5                                                                            |                                                                              | Reti                                                                         | 1                                                                            |                                                                              |

## Palmarès

### Competizioni nazionali
- Campionato peruviano: 2

Alianza Lima: 2021, 2022